# 惠州港
惠州港是廣東省的一個天然港口，地處大亞灣沿岸。惠州港只有20多年的歷史，但已經從一個小漁港成長為珠江三角洲的大型港口之一。2016年，惠州港的吞吐量達7657萬噸。惠州港主要分為荃灣港區、東馬港區、惠東港區三個部分。